# 154 (število)
154 (stó štíriinpétdeset) je naravno število, za katero velja 154 = 153 + 1 = 155 - 1.
Sestavljeno število
Klinasto število
Sedmo deveterokotniško število
Ne obstaja noben takšen cel x, da bi veljala enačba φ(x) = 154.
Ne obstaja noben takšen cel x, da bi veljala enačba x - φ(x) = 154.
Pri delitvi kroga s samo sedemnajstimi daljicami je največje število likov, ki jih lahko dobimo, enako 154.
Samoštevilo